# Santiago Levy Algazi
Santiago Levy Algazi (Ciudad de México, 16 de enero de 1956) es un político y economista mexicano que ha ocupado diversos cargos en la administración pública de México y organismos internacionales. Recientemente se desempeñó como vicepresidente de Sectores y Conocimiento del Banco Interamericano de Desarrollo. 
Es Licenciado en Economía por el ITAM, Maestro en Economía Política y Doctor en Economía por la Universidad de Boston. De 1994 hasta 2000, sirvió como subsecretario de egresos en la Secretaría de Hacienda y Crédito Público, convirtiéndose en el arquitecto principal del conocido programa social Progresa-Oportunidades (hoy Programa Prospera) que beneficia a las personas con carencias económicas. Anteriormente fue catedrático del Instituto Tecnológico Autónomo de México. Entre junio de 1993 y noviembre de 1994, presidió la Comisión Federal de Competencia de México, siendo su primer presidente.
Fue director del Programa de Desregulación Económica en la entonces Secretaría de Comercio y Fomento Industrial (hoy Secretaría de Economía).
De 2000 a 2005, fue director general del Instituto Mexicano del Seguro Social durante la administración del presidente Vicente Fox. Debido a presiones políticas, el 3 de octubre de 2005, el doctor Levy Algazi renunció a su cargo como director general del IMSS.

## Libros
- (2018) “Esfuerzos mal recompensados: La elusiva búsqueda de la prosperidad en México”, Banco Interamericano de Desarrollo.[5]
- (2012) “The End of Informality in Mexico? Fiscal Reform for Universal Social Insurance” (con Arturo Antón y Fausto Hernández), Inter-American Development Bank.[6]
- (2010) “Buenas Intenciones, Malos Resultados: Política Social, Informalidad y Crecimiento Económico en México”, Editoreal Océano.[7]
- (2009) “Pobreza y Transición Democrática en México”, Editorial Fondo de Cultura Económica.
- (2005) “Sin Herencia de Pobreza” (con Evelyne Rodríguez), Editorial Planeta.
- (2004) “Ensayos sobre el Desarrollo Económico y Social de México”, Editorial Fondo de Cultura Económica.